# جام انگلستان-اسکاتلند ۷۷–۱۹۷۶
جام انگلستان-اسکاتلند ۷۷–۱۹۷۶ دومین دوره جام انگلستان-اسکاتلند بود. تیم ناتینگهام فارست، در یک فینال رفت و برگشت، اورینت را در مجموع ۵-۱ شکست داد و برنده شد.

## گروه انگلستان

### گروه ۱
| تیم ۱          | نتیجه | تیم ۲          | تاریخ       |
| -------------- | ----- | -------------- | ----------- |
| بلکبرن روورز   | ۱–۱   | برنلی          | ۷ اوت ۱۹۷۶  |
| بولتون واندررز | ۰–۰   | بلکپول         | ۷ اوت ۱۹۷۶  |
| بلکبرن روورز   | ۱–۰   | بلکپول         | ۹ اوت ۱۹۷۶  |
| بولتون واندررز | ۲–۰   | بلکبرن روورز   | ۱۰ اوت ۱۹۷۶ |
| بلکپول         | ۲–۱   | برنلی          | ۱۱ اوت ۱۹۷۶ |
| برنلی          | ۱–۰   | بولتون واندررز | ۱۴ اوت ۱۹۷۶ |

| تیم            | بازی | ب | م | ش | گ‌ز | گ‌خ | ت  | اض | ام |
| -------------- | ---- | - | - | - | -- | -- | -- | -- | -- |
| بولتون واندررز | ۳    | ۱ | ۱ | ۱ | ۲  | ۱  | ۱  | ۰  | ۳  |
| بلکپول         | ۳    | ۱ | ۱ | ۱ | ۲  | ۲  | ۰  | ۰  | ۳  |
| برنلی          | ۳    | ۱ | ۱ | ۱ | ۳  | ۳  | ۰  | ۰  | ۳  |
| بلکبرن روورز   | ۳    | ۱ | ۱ | ۱ | ۲  | ۳  | -۱ | ۰  | ۳  |

### گروه ۲
| تیم ۱              | نتیجه | تیم ۲              | تاریخ       |
| ------------------ | ----- | ------------------ | ----------- |
| بریستول سیتی       | ۱–۰   | وست برومویچ آلبیون | ۷ اوت ۱۹۷۶  |
| نوتس کانتی         | ۰–۰   | ناتینگهام فارست    | ۷ اوت ۱۹۷۶  |
| بریستول سیتی       | ۲–۰   | نوتس کانتی         | ۱۰ اوت ۱۹۷۶ |
| ناتینگهام فارست    | ۳–۲   | وست برومویچ آلبیون | ۱۱ اوت ۱۹۷۶ |
| ناتینگهام فارست    | ۴–۲   | بریستول سیتی       | ۱۴ اوت ۱۹۷۶ |
| وست برومویچ آلبیون | ۳–۱   | نوتس کانتی         | ۱۴ اوت ۱۹۷۶ |

| تیم                | بازی | ب | م | ش | گ‌ز | گ‌خ | ت  | اض | ام |
| ------------------ | ---- | - | - | - | -- | -- | -- | -- | -- |
| ناتینگهام فارست    | ۳    | ۲ | ۱ | ۰ | ۷  | ۴  | ۳  | ۲  | ۷  |
| بریستول سیتی       | ۳    | ۲ | ۰ | ۲ | ۵  | ۴  | ۱  | ۰  | ۴  |
| وست برومویچ آلبیون | ۳    | ۱ | ۰ | ۲ | ۵  | ۵  | ۰  | ۱  | ۳  |
| نوتس کانتی         | ۳    | ۰ | ۱ | ۲ | ۱  | ۵  | -۴ | ۰  | ۱  |

### گروه ۳
| تیم ۱      | نتیجه | تیم ۲      | تاریخ       |
| ---------- | ----- | ---------- | ----------- |
| چلسی       | ۰–۰   | فولام      | ۷ اوت ۱۹۷۶  |
| نوریچ سیتی | ۰–۰   | اورینت     | ۷ اوت ۱۹۷۶  |
| چلسی       | ۱–۱   | نوریچ سیتی | ۱۱ اوت ۱۹۷۶ |
| اورینت     | ۲–۱   | فولام      | ۱۱ اوت ۱۹۷۶ |
| فولام      | ۱–۱   | نوریچ سیتی | ۱۴ اوت ۱۹۷۶ |
| اورینت     | ۲–۱   | چلسی       | ۱۴ اوت ۱۹۷۶ |

| تیم        | بازی | ب | م | ش | گ‌ز | گ‌خ | ت  | اض | ام |
| ---------- | ---- | - | - | - | -- | -- | -- | -- | -- |
| اورینت     | ۳    | ۲ | ۱ | ۰ | ۴  | ۲  | ۲  | ۰  | ۵  |
| نوریچ سیتی | ۳    | ۰ | ۳ | ۰ | ۲  | ۲  | ۰  | ۰  | ۳  |
| چلسی       | ۳    | ۰ | ۲ | ۱ | ۲  | ۳  | -۱ | ۰  | ۲  |
| فولام      | ۳    | ۰ | ۲ | ۱ | ۲  | ۳  | -۱ | ۰  | ۲  |

### گروه ۴
| تیم ۱           | نتیجه | تیم ۲           | تاریخ       |
| --------------- | ----- | --------------- | ----------- |
| میدلزبرو        | ۲–۰   | هال سیتی        | ۷ اوت ۱۹۷۶  |
| شفیلد یونایتد   | ۰–۱   | نیوکاسل یونایتد | ۷ اوت ۱۹۷۶  |
| هال سیتی        | ۰–۰   | نیوکاسل یونایتد | ۱۰ اوت ۱۹۷۶ |
| شفیلد یونایتد   | ۰–۱   | میدلزبرو        | ۱۰ اوت ۱۹۷۶ |
| هال سیتی        | ۱–۰   | شفیلد یونایتد   | ۱۴ اوت ۱۹۷۶ |
| نیوکاسل یونایتد | ۳–۰   | میدلزبرو        | ۱۴ اوت ۱۹۷۶ |

| تیم             | بازی | ب | م | ش | گ‌ز | گ‌خ | ت  | اض | ام |
| --------------- | ---- | - | - | - | -- | -- | -- | -- | -- |
| نیوکاسل یونایتد | ۳    | ۲ | ۱ | ۰ | ۴  | ۰  | ۴  | ۱  | ۶  |
| میدلزبرو        | ۳    | ۲ | ۰ | ۱ | ۳  | ۳  | ۰  | ۰  | ۴  |
| هال سیتی        | ۳    | ۱ | ۱ | ۱ | ۱  | ۲  | -۱ | ۰  | ۳  |
| شفیلد یونایتد   | ۳    | ۰ | ۰ | ۳ | ۰  | ۳  | -۳ | ۰  | ۰  |

## گروه اسکاتلند
| تیم ۱         | نتیجه | تیم ۲       | تاریخ       |
| ------------- | ----- | ----------- | ----------- |
| ایر یونایتد   | ۰–۰   | کلایدبانک   | ۷ اوت ۱۹۷۶  |
| ایر یونایتد   | ۱–۰   | کلایدبانک   | ۹ اوت ۱۹۷۶  |
| داندی یونایتد | ۱–۰   | آبردین      | ۷ اوت ۱۹۷۶  |
| داندی یونایتد | ۱–۳   | آبردین      | ۱۱ اوت ۱۹۷۶ |
| مادرول        | ۱–۱   | کیلمارنوک   | ۷ اوت ۱۹۷۶  |
| مادرول        | ۰–۴   | کیلمارنوک   | ۱۱ اوت ۱۹۷۶ |
| ریت روورز     | ۱–۲   | پاتریک تیسل | ۷ اوت ۱۹۷۶  |
| ریت روورز     | ۱–۳   | پاتریک تیسل | ۱۱ اوت ۱۹۷۶ |

## یک‌چهارم نهایی
| تیم ۱           | نتیجه | تیم ۲           | تاریخ           |
| --------------- | ----- | --------------- | --------------- |
| بولتون واندررز  | ۰–۰   | پاتریک تیسل     | ۱۴ سپتامبر ۱۹۷۶ |
| بولتون واندررز  | ۰–۱   | پاتریک تیسل     | ۲۹ سپتامبر ۱۹۷۶ |
| ناتینگهام فارست | ۲–۱   | کیلمارنوک       | ۱۴ سپتامبر ۱۹۷۶ |
| ناتینگهام فارست | ۲–۲   | کیلمارنوک       | ۲۸ سپتامبر ۱۹۷۶ |
| آبردین          | ۰–۱   | اورینت          | ۱۵ سپتامبر ۱۹۷۶ |
| آبردین          | ۰–۱   | اورینت          | ۲۹ سپتامبر ۱۹۷۶ |
| ایر یونایتد     | ۳–۰   | نیوکاسل یونایتد | ۱۵ سپتامبر ۱۹۷۶ |

تیم نیوکاسل یونایتد به دلیل نشان دادن بازی ضعیف در دور رفت، از مسابقات حذف شد.

## نیمه نهایی
| تیم ۱           | نتیجه | تیم ۲       | تاریخ          |
| --------------- | ----- | ----------- | -------------- |
| ناتینگهام فارست | ۲–۱   | ایر یونایتد | ۲۰ اکتبر ۱۹۷۶  |
| ناتینگهام فارست | ۲–۰   | ایر یونایتد | ۳ نوامبر ۱۹۷۶  |
| پاتریک تیسل     | ۰–۱   | اورینت      | ۸ نوامبر ۱۹۷۶  |
| پاتریک تیسل     | ۳–۲   | اورینت      | ۲۴ نوامبر ۱۹۷۶ |

## فینال
| اورینت | ۱ – ۱ | ناتینگهام فارست |
| ------ | ----- | --------------- |
| پاسی   |       | رابرتسون        |

| ناتینگهام فارست   | ۴ – ۰ | اورینت |
| ----------------- | ----- | ------ |
| برت · چپمن · بویر |       |        |